# 克洛蒂爾德·艾斯波西多
克洛蒂爾德·艾斯波西多尔（英語：Clotilde Esposito，1997年4月20日—）是那不勒斯的一位演員和模特兒。

## 外部連結
- 克洛蒂爾德·艾斯波西多在互联网电影资料库（IMDb）上的資料（英文）